# Baldassare Cagliares
Baldassare Cagliares (ur. 1575, zm. 1633) – maltański rzymskokatolicki prałat, który w roku 1615 został biskupem Malty.

## Życiorys

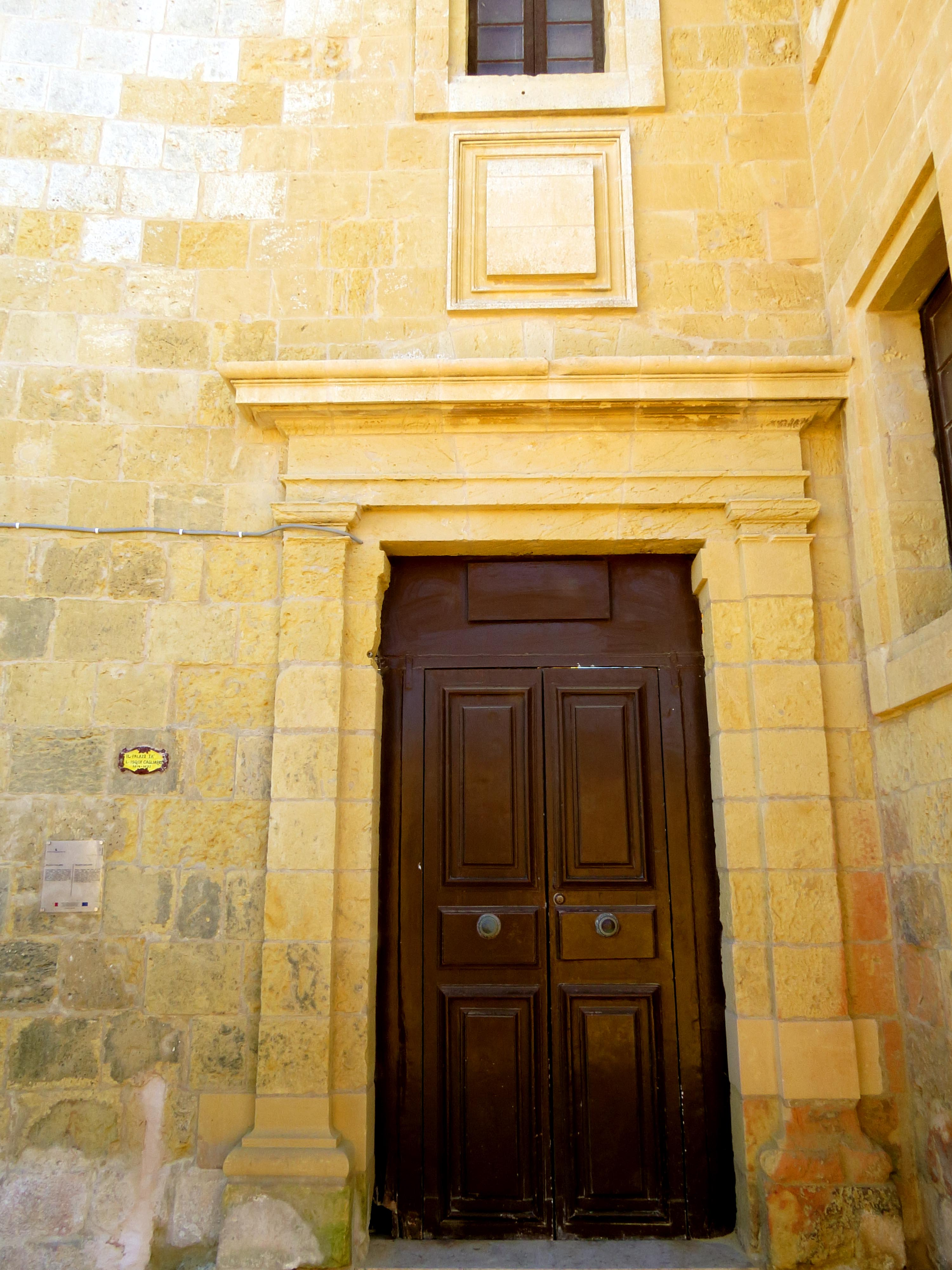
Cagliares Palace w Cittadelli, zbudowany w roku 1620

Baldassare Cagliares urodził się w Valletcie w roku 1575. Dokładna data nie jest znana. Jego ojciec miał hiszpańskie pochodzenie, matka była Maltanką z Rabatu na Gozo.
Papież Paweł V mianował Cagliaresa biskupem Malty w roku 1615, kiedy ten miał 40 lat. Sakrę biskupią otrzymał 18 maja tego roku.
Biskup Cagliares był osobą kochającą sztukę; żył w czasach, kiedy Kościół i państwo rywalizowały w wykonywaniu najlepszych dzieł sztuki. Był jedynym biskupem pochodzenia maltańskiego wybranym do przewodzenia diecezji maltańskiej w czasach, kiedy Malta była pod rządami Zakonu św. Jana. Podczas swojego rezydowania zbudował kilka willi w różnych miejscach wokół Malty, takich jak Żejtun, Cittadella na Gozo czy Buskett. Ustanowił on również kilka nowych parafii, w tym parafię w Qrendi w roku 1618, oraz odnowił parafię w Dingli, opuszczoną przez kilka lat.
Biskup Cagliares zmarł 4 sierpnia 1633 roku w wieku 58 lat, po 18 latach posługi biskupiej.